# 明语林
《明語林》，十四卷，清初吳肅公撰。
《明語林》依《何氏语林》旧制，亦列三十八門，較《世說新語》增加《言志》、《博识》两門，全书九百余条，收錄大量名臣巨儒的言行舉止，记载了明代杰出人物如于谦、况钟、杨廷和、海瑞、顾宪成、周顺昌、左懋第等的高风亮节，涉及人物六百人以上，寓意深遠。但不少条目从《何氏语林》直接移录过来，有時不乏神話色彩，如《術解》記张三丰“或時辟穀，數月不飢。”。现存《碧琳琅馆丛书》本和民国《芋园丛书》本。